# Johann Friedrich Degen

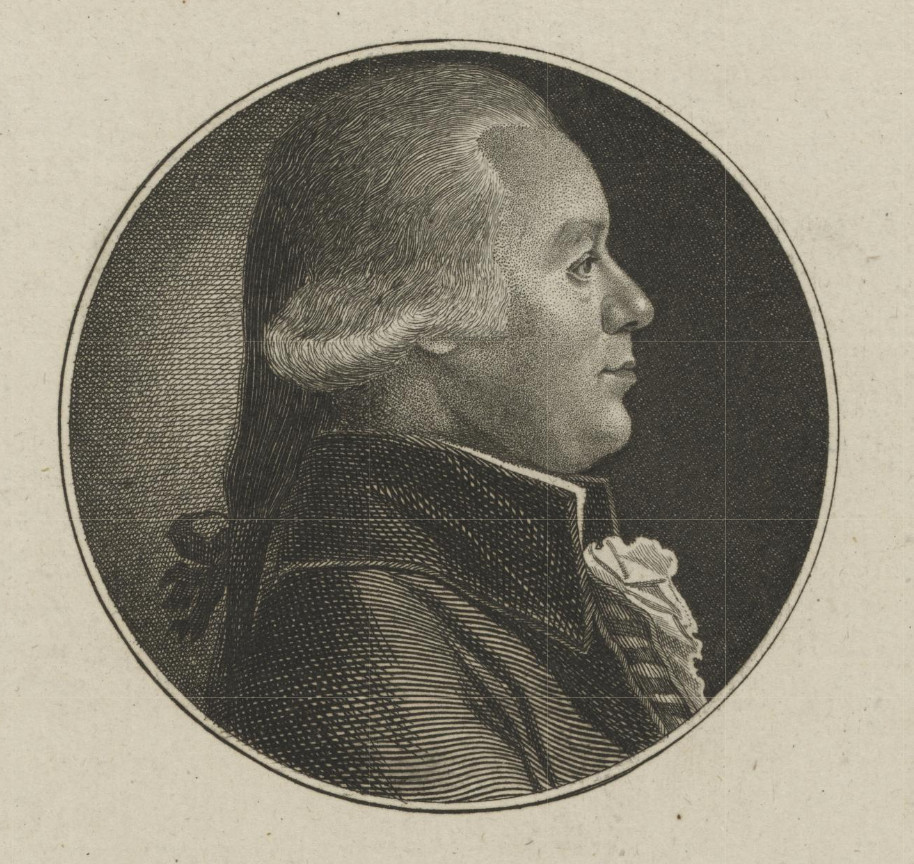
Johann Friedrich Degen 1792

Johann Friedrich Degen (geboren am 16. Dezember 1752 in Affalterthal; gestorben am 16. Januar 1836 in Bayreuth) war ein deutscher Pädagoge, Philologe, Übersetzer und Lyriker.

## Leben
Degen entstammte einer alten fränkischen Pfarrerfamilie. Sein Vater war ab 1760 Pfarrer in Trumsdorf und unterrichtete den Sohn bis zu dessen 15. Lebensjahr selbst in den alten Sprachen. 1768 trat dieser dann als Stipendiat in das Casimirianum in Coburg ein, wo sein späterer Freund Gottlieb Christoph Harleß ihn unterrichtete, durch dessen Chrestomathia graeca poetica (1768) er mit den fortschrittlichen neuhumanistischen Auffassungen von antiker Dichtung bekannt wurde. 
1772 immatrikulierte er sich an der Universität Erlangen, wo Harleß antike und deutsche Poesie lehrte. Dort vertiefte er die Beschäftigung mit den Dichtungen von Anakreon, Horaz und den lateinischen Elegikern, die zusammen mit Fragen der Übersetzung und der Nachbildung antiker Formen im Deutschen fortan im Zentrum von Degens Arbeiten stehen sollten. Diese Interessen und seine Beschäftigung mit der zeitgenössischen Grazienpoesie bewogen ihn, dem Institut der Moral und der schönen Wissenschaften  beizutreten, einem von Georg Friedrich Seiler begründeten lokalen Zweig der Deutschen Gesellschaft, der bis Anfang des 19. Jahrhunderts zahlreiche Studenten und Professoren der Universität angehörten. Dort war es Brauch, bei wöchentlichen Versammlungen Abhandlungen vorzulesen und zur Kritik zu stellen, und auch Degen las damals eine im Kreis der Erlanger Gelehrten beachtete literaturtheoretische Erstlingsschrift Ueber das poetische Interesse, die heute verschollen ist. 1774 promovierte er mit einer Dissertation über Horaz.
1774 erhielt er einen Ruf an das berühmte Philanthropinum in Dessau, nahm diesen jedoch nicht an und wurde zunächst Collaborator am Gymnasium in Erlangen. 1776 wurde er zum Lehrer der zweiten Klasse am Gymnasium Carolo-Alexandrinum in Ansbach berufen, wo er den dort lebenden Dichter Johann Peter Uz und dessen Zechgesellschaft kennen lernte. Aus der Zeit in Ansbach stammen die 1793 erschienenen Episteln, die einen Einblick in das literarische Leben in Franken zu jener Zeit geben.
1791 wurde er Direktor der Fürstenschule in Neustadt an der Aisch, dem heutigen Friedrich-Alexander-Gymnasium. Diese wurde 1803 in eine Bürgerschule umgewandelt und Degen wurde an das Christian-Ernestinum in Bayreuth versetzt. 1811 wurde er zu dessen Rektor ernannt und wirkte dort bis zu seinem Ruhestand 1821. 
Degen war ein sehr produktiver Autor, der neben den eigenständigen Schriften zahlreiche Beiträge in gelehrten Publikationen veröffentlichte, vor allem während seiner Zeit in Neustadt. Bedeutend ist er als Übersetzer einer als heiter-empfindsam verstandenen antiken Poesie und in seinen übersetzungstheoretischen Arbeiten und Sammlungen. Es beginnt in den 1780er Jahren mit Übersetzungen von Tibull und Anakreon und zieht sich hin bis zu der Prachtausgabe der Lieder Anakreons und Sapphos von 1821, die noch 1864 Eduard Mörike bei seiner Übertragung als Vorlage diente. In seinen Übersetzungen und eigenen lyrischen Arbeiten zeigt er sich dabei eingebunden in ein Netzwerk poetisch interessierten fränkischen Bürger- und Beamtentums, in dem ein aufklärerischer Freundschaftskult gepflegt wird, beginnend mit dem Kreis um Uz in Ansbach bis hin zur Harmonie-Gesellschaft in Bayreuth, wo er die Bekanntschaft Jean Pauls machte.

## Werke
- Specimen urbanitatis Horatianae. Dissertation Erlangen 1774, Digitalisat
- Einige Gedanken über den Roman. Onolzbach 1777.
- Ueber die redende Grazie. 3 Stücke. Onolzbach 1779, 1782, 1783.
- Gedichte. Ansbach 1786, Digitalisat.
- Kurzgefaßte Beschreibung des ganzen Weltgebäudes nebst einer Anleitung zur Kenntniß der uns sichtbaren Gestirne. Nürnberg 1790, Digitalisat.
- Beitrag zu den Nachrichten von alten Handschriften. Onolzbach 1790, Digitalisat.
- Episteln. Altenburg 1793, Digitalisat.
- Über die Geschichte der Übersetzungen der alten klassischen Schriftsteller im Allgemeinen, nebst der Probe des Versuchs einer neuen vollständigen Übersetzungslitteratur. Neustadt a. d. Aisch 1794, Digitalisat.
- Versuch einer vollständigen Litteratur der teutschen Uebersetzungen der Römer […] 2 Bde. Altenburg 1794 und 1796, Bd. 1 (A–J), Bd. 2 (K–V), Nachtrag 1799
- Litteratur der teutschen Uebersetzungen der Griechen […] 2 Teile. Altenburg 1797 und 1798. Nachträge Erlangen 1799 und 1801, Bd. 1 (A–K), Bd. 2 (L–Z), Nachtrag 1801. Nachdruck: Hildesheim 1999.
- Beiträge zu den Wünschen und Vorschlägen zur Verbesserung der Schulen und ihres Unterrichts. Neustadt 1798 ff., Teil 1, 2, 3, 4, 5.
- Vorträge über Gegenstände der Erziehung und Bildung. Erlangen 1800, 2. Aufl. 1818.
- Ueber Mittelschulen, ihre Form und Bestimmung. Erlangen 1802, Digitalisat.

Übersetzungen
- Ueber den Tibull nebst einigen seiner Elegien. Ansbach 1780, Digitalisat.
- Tibulls Elegien. Ansbach 1781, Digitalisat.
- Anakreons Lieder – aus dem Griechischen. Ansbach 1782, Digitalisat. Altenburg 1787.
- Deutsche Anthologie der römischen Elegiker. Nürnberg 1784, Digitalisat.
- Anakreontos kai Sapphus Ōdai kai alla lyrika. Anakreons und Sapphos Lieder nebst andern lyrischen Gedichten. Griechischer Text und Übersetzung. 2. sehr vermehrte und verbesserte Ausgabe. Leipzig 1821.

Herausgeber
- Anacreontis Carmina. Erlangen 1781, Digitalisat.
- Anthologia elegiaca romana. Nürnberg 1785, Digitalisat.
- Fränkischer Musenalmanach. 1785–1787, Digitalisat.
- Anakreontos ōdai kai alla lyrika. Altenburg 1787, Digitalisat.
- Marcus Tullius Cicero: De Officiis. Libri tres. Mit einem deutschen Commentar blos für Schulen. Berlin 1800, Digitalisat.